# Futebol em Monserrate
O futebol em Monserrate, ilha situada na América Central (é um território ultramarino do Reino Unido), é gerenciado pela Associação Monserratense de Futebol (em inglês, Montserrat Football Association). Em número de praticantes, fica atrás do críquete.

## Futebol internacional
O primeiro jogo oficial da Seleção de Monserrate (que já existia desde 1973) foi contra Santa Lúcia, que venceu por 3 a 0 (3 anos antes da criação da Associação Monserratense de Futebol, que obteve a filiação à CONCACAF ainda em 1994 e tornou-se membro da FIFA em 1996), pela Copa do Caribe. Foi nesta competição que a ilha obteve sua primeira vitória: 1 a 0 sobre Anguilha.
Nas eliminatórias da Copa do Mundo, os Emerald Boys nunca passaram da fase preliminar - na primeira fase das eliminatórias da CONCACAF para a Copa de 2018, chegaram a reverter a derrota por 2 a 1 para Curaçau, que empatou aos 44 minutos do segundo tempo e conseguiu passar para a segunda fase.
Monserrate também nunca obteve classificação para a Copa Ouro da CONCACAF, não chegando a se inscrever para 4 eliminatórias e desistiu de participar da fase qualificatória de 2003. A ilha também jamais conseguiu jogar a Copa do Caribe em sua história.
No ranking da FIFA, a ilha figura entre as piores seleções do futebol mundial. Sua melhor posição já obtida foi o 165º lugar, em agosto de 2014, enquanto a 206ª posição foi a pior da seleção (janeiro de 2011 a janeiro de 2012, junho e agosto-setembro deste último ano).
Pela intensa atividade vulcânica que atingiram a ilha desde 1995, as partidas da Seleção de Monserrate são disputadas em sua maioria fora do território. A maior vitória dos Emerald Boys foi um 7 a 0 sobre as Ilhas Virgens Britânicas, em setembro de 2012, e a maior derrota foi um 13 a 0 a favor da Seleção Bermudense, em fevereiro de 2004.

## Clubes de futebol
O Campeonato Nacional de Monserrate é a principal competição futebolística do território, gerida pela MFA. O maior vencedor é o Royal Montserrat Police Force, com 6 conquistas. Os resultados entre 1976 e 1995 não foram encontrados, a edição de 1996-97 foi cancelada após a erupção do vulcão Soufrière Hills, não houve disputa em 1998-99 e após 10 anos inativo (2005 a 2015), voltou a ser realizado em 2016.